# Roch Kossowski
Roch Kossowski herbu Dołęga (ur. w 1737, zm. w 1813) – podskarbi wielki koronny, starosta parczowski w 1762 roku, członek Komisji Skarbu Jego Królewskiej Mości w 1768 roku.

## Życiorys
Od 1762 roku był podskarbim nadwornym koronnym. Był marszałkiem województwa łęczyckiego w konfederacji Czartoryskich w 1764 roku, konsyliarz konfederacji Czartoryskich w 1764 roku, poseł na sejm konwokacyjny (1764) z województwa łęczyckiego. Komisarz z rycerstwa Komisji Skarbowej Koronnej. Był elektorem Stanisława Augusta Poniatowskiego w 1764 roku. Poseł województwa łęczyckiego na sejm koronacyjny 1764 roku. W 1766 roku był posłem na Sejm Czaplica z województwa łęczyckiego.
W 1768 roku kupił Pałac Przebendowskich w Warszawie. Stanisław August Poniatowski zaciągnął u niego pożyczkę w wysokości 145 725 złotych, płatną na 8%.
W 1775 roku spowodował wprowadzenie swojego urzędu w skład senatu. W latach 1778–1782 i 1784–1786 był członkiem Rady Nieustającej. W czasie sejmu 1782 roku odmówił uznania biskupa krakowskiego Kajetana Sołtyka za obłąkanego, czego domagał się ambasador rosyjski i król Stanisław August. Był członkiem konfederacji Sejmu Czteroletniego.
We wrześniu 1789 roku wszedł w skład Deputacji do Formy Rządu, powołanej przez Sejm Czteroletni dla określenia ustroju Rzeczypospolitej. Poparł dzieło Sejmu Czteroletniego. W 1791 roku sprzeciwił się zakupieniu ze środków finansowych Rzeczypospolitej budynku ambasady dla misji rosyjskiej. Swoją postawą wzbudził gniew króla, który zaliczył go do największych swoich przeciwników. Jednakże w 1791 roku został podskarbim wielkim koronnym i wszedł w skład Straży Praw. Figurował na liście posłów i senatorów posła rosyjskiego Jakowa Bułhakowa w 1792 roku, która zawierała zestawienie osób, na które Rosjanie mogą liczyć przy rekonfederacji i obaleniu dzieła 3 maja. 23 sierpnia 1792 roku przystąpił do konfederacji targowickiej jako konsyliarz jej konfederacji generalnej koronnej, 19 kwietnia 1794 roku złożył akces do insurekcji kościuszkowskiej.
W 1765 roku został kawalerem Orderu Świętego Stanisława, odznaczony Orderem Orła Białego. Pod koniec życia pełnił funkcję starosty parczewskiego. Mieszkał wtedy w dworku w Uścimowie, w parafii Ostrów Lubelski.

## Literatura dodatkowa
- Adam Boniecki: Herbarz polski: wiadomości historyczno-genealogiczne o rodach szlacheckich. Cz. 1. T. 11.  Warszawa : Warszawskie Towarzystwo Akcyjne S. Orgelbranda S[yn]ów), 1907, s. 338–339.